# Il cadavere di Helen non mi dava pace
Il cadavere di Helen non mi dava pace (La casa de las muertas vivientes) è un film del 1972 diretto da Alfonso Balcázar con lo pseudonimo di Al Bagran.
La pellicola è conosciuta anche con il titolo Una tomba aperta... una bara vuota.

## Trama
Oliver Bromfield è discendente di una ricca famiglia inglese. Dedito all'alcol, l'uomo è convinto di aver causato la morte della sua prima moglie, Helen Bromfield. Vessato dai continui sensi di colpa, scaturenti soprattutto dai rimproveri della sua giovane matrigna Sarah, decide di partire alla ricerca della felicità. Dopo un lungo viaggio in Italia torna nella sua tenuta accompagnato da una nuova giovane moglie, Ruth. Ruth non è vista di buon occhio né da Jenny, sorella di Oliver, né da Sarah. Col passare dei giorni è sempre più evidente che Sarah è segretamente innamorata di Oliver e, col suo comportamento, cerca di allontanare i due sposi. Jenny, dal canto suo, è ostile nei confronti di Ruth e dimostra un carattere perverso e vizioso.
Oliver, nonostante l'amore di Ruth, comincia a dare segni di squilibrio dovuti, soprattutto, a quell'antico rimorso che si porta dentro: la convinzione di avere causato la morte della precedente moglie, facendola franare rovinosamente dalle scale, in un momento in cui la sua mente era annebbiata dall'alcol. Il clima della casa, già inquietante per l'innaturale aspetto gotico, diventa ancor più insopportabile quando una serie di eventi sembrano minacciare la vita di Ruth. La giovane sposa, quindi, decide di rivolgersi ad un detective privato del luogo. L'uomo accorso nella casa dei Bromfield inizia le sue indagini ma viene quasi subito assassinato da una figura misteriosa. Seguono la stessa sorte anche la cameriera Clara e la stessa Jenny, che probabilmente aveva individuato l'identità dell'assassino. Ruth resta sola, dovendo scoprire la vera identità dell'assassino.

## Distribuzione
Il film è stato distribuito nei cinema italiani dalla Fida Cinematografica a partire dal mese di gennaio del 1972.

### Data di uscita
Alcune date di uscita internazionali nel corso degli anni sono state:
- 7 gennaio 1972 in Italia[2][4]
- 8 luglio 1972 in Spagna (La casa de las muertas vivientes)[5]

### Titolo
Nella sua prima uscita cinematografica italiana, agli inizi del 1972, la pellicola è stata distribuita con il titolo "Il cadavere di Helen non mi dava pace" per poi cambiare in "Una tomba aperta... una bara vuota" nella seconda metà dello stesso anno.

### Edizioni home video
Nel 2017 è stata distribuita, dalla Dorado Films, una versione in Blu-ray con solo audio inglese intitolata "The Night of the Scorpion".